# Quetzalcoatl
Quetzalcoatl (tudi Kecalkoatl) (pernata kača, nahuatl Ketsalkoatl, špansko Quetzalcóatl) je v tolteški mitologiji bog, ki je prinašalec omike. Quetzalcoatl je azteško ime za enega glavnih bogov mnogih mehiških in srednjeameriških civilizacij.
Upodobljen je kot pernata kača.
Ime »Quetzalcoatl« dobesedno pomeni kecalova kača ali kača s kecalovim perjem, kar v nahuatlu nakazuje nekaj božanskega ali dragocenega. Njegovo krajevno ime v drugih mezoameriških jezikih je podobno: Maji so ga poznali kot Cuculcan (Kukulkán), Kičeji (Quiché) kot Gukumac (Gukumatz).